# Morti nel 639
| Questa pagina contiene informazioni ricavate automaticamente dalle voci biografiche con l'ausilio del template Bio e di un bot. L'aggiornamento è periodico e automatico e ricostruisce completamente la pagina. Se manca una persona in questa lista, sei pregato di non aggiungerla, ma accertati piuttosto che la sua voce biografica contenga il template Bio e che i dati anagrafici siano correttamente compilati. Se il template Bio manca, inseriscilo tu stesso o, in alternativa, metti l'avviso {{tmp\|Bio}} che ne segnala la mancanza. Se i dati riportati sono sbagliati, correggi direttamente la voce biografica; le modifiche saranno visibili in questa lista entro pochi giorni. Per chiarimenti vedi il progetto biografie. La lista contiene solo le 9 persone che sono citate nell'enciclopedia e per le quali è stato implementato correttamente il template Bio. Pagina aggiornata al 18 mar 2025. |

- 19 gennaio - Dagoberto I, re franco
- 18 aprile - Laisren di Leighlin, vescovo e santo irlandese
- 19 agosto - Bertulfo di Bobbio, monaco cristiano, abate e missionario francese
- Abu Ubayda ibn al-Jarrah, condottiero arabo (n. 582)
- Khawla bint al-Azwar, condottiera araba
- Suhayl ibn Amr, arabo
- Yazid ibn Abi Sufyan, generale arabo
- Shurahbil ibn Hasana, generale arabo
- 'Utba ibn Ghazwan, generale arabo